# Šárka Melichárková
Šárka Melichárková (ur. 8 czerwca 1990 w Czechach) – czeska siatkarka, gra jako przyjmująca. Obecnie występuje w drużynie VK AGEL Prostějov.